# Altamont, Illinois
Altamont là một thành phố thuộc quận Effingham, tiểu bang Illinois, Hoa Kỳ. Năm 2010, dân số của thành phố này là 2319 người.

## Dân số
Dân số qua các năm:
- Năm 2000: 2283 người.
- Năm 2010: 2319 người.